# 4e étape du Tour d'Italie 2015
Pour un article plus général, voir Tour d'Italie 2015.
La 4e étape du Tour d'Italie 2015 s'est déroulée le mardi 12 mai 2015. Elle part de Chiavari et arrive à La Spezia après 150 km.

## Parcours
Cette quatrième étape se déroule sous la forme d'une étape en ligne entre Chiavari et La Spezia. Elle est classée moyenne montagne par les organisateurs, le parcours comprend trois côtes toutes classées en troisième catégorie, Colla di Velva (km 26,4), Drignana (km 104,3) et Biassa (km 140,1).

## Résultats

### Classement de l'étape
| Classement de l'étape | Classement de l'étape | Classement de l'étape | Classement de l'étape | Classement de l'étape |
|                       | Coureur               | Pays                  | Équipe                | Temps                 |
| --------------------- | --------------------- | --------------------- | --------------------- | --------------------- |
| 1er                   | Davide Formolo        | Italie                | Cannondale-Garmin     | en 3 h 47 min 59 s    |
| 2e                    | Simon Clarke          | Australie             | Orica-GreenEDGE       | + 22 s                |
| 3e                    | Jonathan Monsalve     | Venezuela             | Southeast             | + 22 s                |
| 4e                    | Giovanni Visconti     | Italie                | Movistar              | + 22 s                |
| 5e                    | Esteban Chaves        | Colombie              | Orica-GreenEDGE       | + 22 s                |
| 6e                    | Fabio Aru             | Italie                | Astana                | + 22 s                |
| 7e                    | Amaël Moinard         | France                | BMC Racing            | + 22 s                |
| 8e                    | Dario Cataldo         | Italie                | Astana                | + 22 s                |
| 9e                    | Alberto Contador      | Espagne               | Tinkoff-Saxo          | + 22 s                |
| 10e                   | Richie Porte          | Australie             | Sky                   | + 22 s                |
| modifier              |                       |                       |                       |                       |

### Points attribués
|   | Cycliste          | Nat       | Équipe            | Pts | Bonif |
| - | ----------------- | --------- | ----------------- | --- | ----- |
| 1 | Amaël Moinard     | France    | BMC Racing        | 10  | 3 s   |
| 2 | Giovanni Visconti | Italie    | Movistar          | 6   | 2 s   |
| 3 | Jonathan Monsalve | Venezuela | Southeast         | 3   | 1 s   |
| 4 | Matteo Montaguti  | Italie    | AG2R La Mondiale  | 2   |       |
| 5 | Davide Formolo    | Italie    | Cannondale-Garmin | 1   |       |

|   | Cycliste        | Nat        | Équipe         | Pts | Bonif |
| - | --------------- | ---------- | -------------- | --- | ----- |
| 1 | Sonny Colbrelli | Italie     | Bardiani CSF   | 10  | 3 s   |
| 2 | Martijn Keizer  | Pays-Bas   | Lotto NL-Jumbo | 6   | 2 s   |
| 3 | Amaël Moinard   | France     | BMC Racing     | 3   | 1 s   |
| 4 | Chad Haga       | États-Unis | Giant-Alpecin  | 2   |       |
| 5 | Andrey Amador   | Costa Rica | Movistar       | 1   |       |

| - Sprint final de La Spezia (km 150) \| \| Cycliste \| Nat \| Équipe \| Points \| Bonif \| \| -- \| ----------------- \| --------- \| ----------------- \| ------ \| ----- \| \| 1 \| Davide Formolo \| Italie \| Cannondale-Garmin \| 25 \| 10 s \| \| 2 \| Simon Clarke \| Australie \| Orica-GreenEDGE \| 18 \| 6 s \| \| 3 \| Jonathan Monsalve \| Venezuela \| Southeast \| 12 \| 4 s \| \| 4 \| Giovanni Visconti \| Italie \| Movistar \| 8 \| \| \| 5 \| Esteban Chaves \| Colombie \| Orica-GreenEDGE \| 6 \| \| \| 6 \| Fabio Aru \| Italie \| Astana \| 5 \| \| \| 7 \| Amaël Moinard \| France \| BMC Racing \| 4 \| \| \| 8 \| Dario Cataldo \| Italie \| Astana \| 3 \| \| \| 9 \| Alberto Contador \| Espagne \| Tinkoff-Saxo \| 2 \| \| \| 10 \| Richie Porte \| Australie \| Sky \| 1 \| \| |                   |           |                   |        |       |
| | Cycliste          | Nat       | Équipe            | Points | Bonif |
| 1 | Davide Formolo    | Italie    | Cannondale-Garmin | 25     | 10 s  |
| 2 | Simon Clarke      | Australie | Orica-GreenEDGE   | 18     | 6 s   |
| 3 | Jonathan Monsalve | Venezuela | Southeast         | 12     | 4 s   |
| 4 | Giovanni Visconti | Italie    | Movistar          | 8      |       |
| 5 | Esteban Chaves    | Colombie  | Orica-GreenEDGE   | 6      |       |
| 6 | Fabio Aru         | Italie    | Astana            | 5      |       |
| 7 | Amaël Moinard     | France    | BMC Racing        | 4      |       |
| 8 | Dario Cataldo     | Italie    | Astana            | 3      |       |
| 9 | Alberto Contador  | Espagne   | Tinkoff-Saxo      | 2      |       |
| 10 | Richie Porte      | Australie | Sky               | 1      |       |

### Cols et côtes
|   | Cycliste          | Pays       | Équipe       | Points |
| - | ----------------- | ---------- | ------------ | ------ |
| 1 | Edoardo Zardini   | Italie     | Bardiani CSF | 7      |
| 2 | Franco Pellizotti | Italie     | Androni G-S  | 4      |
| 3 | Giovanni Visconti | Italie     | Movistar     | 2      |
| 4 | Andrey Amador     | Costa Rica | Movistar     | 1      |

|   | Cycliste         | Pays       | Équipe            | Points |
| - | ---------------- | ---------- | ----------------- | ------ |
| 1 | Davide Formolo   | Italie     | Cannondale-Garmin | 7      |
| 2 | Andrey Amador    | Costa Rica | Movistar          | 4      |
| 3 | Salvatore Puccio | Italie     | Sky               | 2      |
| 4 | Andrey Zeits     | Kazakhstan | Astana            | 1      |

| - Biassa , 3e catégorie (km 140.1) \| \| Cycliste \| Pays \| Équipe \| Points \| \| - \| ----------------- \| ------ \| ----------------- \| ------ \| \| 1 \| Davide Formolo \| Italie \| Cannondale-Garmin \| 7 \| \| 2 \| Giovanni Visconti \| Italie \| Movistar \| 4 \| \| 3 \| Amaël Moinard \| France \| BMC Racing \| 2 \| \| 4 \| Dario Cataldo \| Italie \| Astana \| 1 \| |                   |        |                   |        |
| | Cycliste          | Pays   | Équipe            | Points |
| 1 | Davide Formolo    | Italie | Cannondale-Garmin | 7      |
| 2 | Giovanni Visconti | Italie | Movistar          | 4      |
| 3 | Amaël Moinard     | France | BMC Racing        | 2      |
| 4 | Dario Cataldo     | Italie | Astana            | 1      |

### Classement au temps par équipes
| Classement par équipes au temps | Classement par équipes au temps | Classement par équipes au temps | Classement par équipes au temps |
|                                 | Équipe                          | Pays                            | Temps                           |
| ------------------------------- | ------------------------------- | ------------------------------- | ------------------------------- |
| 1re                             | Astana                          | Kazakhstan                      | en 11 h 25 min 45 s             |
| 2e                              | BMC Racing                      | États-Unis                      | m.t                             |
| 3e                              | Sky                             | Royaume-Uni                     | m.t                             |
| modifier                        |                                 |                                 |                                 |

### Classement aux points par équipes
| Classement par équipes aux points | Classement par équipes aux points | Classement par équipes aux points | Classement par équipes aux points | Classement par équipes aux points |
|                                   | Équipes                           | Pays                              |                                   | Point(s)                          |
| --------------------------------- | --------------------------------- | --------------------------------- | --------------------------------- | --------------------------------- |
| 1re                               | Cannondale-Garmin                 | États-Unis                        |                                   | 51                                |
| 2e                                | Orica-GreenEDGE                   | Australie                         |                                   | 49                                |
| 3e                                | Southeast                         | Italie                            |                                   | 28                                |
| modifier                          |                                   |                                   |                                   |                                   |

## Classements à l'issue de l'étape

### Classement général
| Classement final général | Classement final général | Classement final général | Classement final général | Classement final général |
|                          | Coureur                  | Pays                     | Équipe                   | Temps                    |
| ------------------------ | ------------------------ | ------------------------ | ------------------------ | ------------------------ |
| 1er                      | Simon Clarke             | Australie                | Orica-GreenEDGE          | en 11 h 54 min 48 s      |
| 2e                       | Esteban Chaves           | Colombie                 | Orica-GreenEDGE          | + 10 s                   |
| 3e                       | Roman Kreuziger          | Tchéquie                 | Tinkoff-Saxo             | + 17 s                   |
| 4e                       | Alberto Contador         | Espagne                  | Tinkoff-Saxo             | + 17 s                   |
| 5e                       | Fabio Aru                | Italie                   | Astana                   | + 23 s                   |
| 6e                       | Dario Cataldo            | Italie                   | Astana                   | + 23 s                   |
| 7e                       | Giovanni Visconti        | Italie                   | Movistar                 | + 29 s                   |
| 8e                       | Amaël Moinard            | France                   | BMC Racing               | + 31 s                   |
| 9e                       | Davide Formolo           | Italie                   | Cannondale-Garmin        | + 31 s                   |
| 10e                      | Richie Porte             | Australie                | Sky                      | + 37 s                   |
| modifier                 |                          |                          |                          |                          |

### Classement par points
| Classement par points | Classement par points | Classement par points | Classement par points       | Classement par points |
| --------------------- | --------------------- | --------------------- | --------------------------- | --------------------- |
|                       | Coureur               | Pays                  | Équipe                      | Point(s)              |
| 1er                   | Elia Viviani          | Italie                | Sky                         | 53 points             |
| 2e                    | Marco Frapporti       | Italie                | Androni Giocattoli-Sidermec | 40 pts                |
| 3e                    | Moreno Hofland        | Pays-Bas              | Lotto NL-Jumbo              | 35 pts                |
| 4e                    | Davide Formolo        | Italie                | Cannondale-Garmin           | 26 pts                |
| 5e                    | Philippe Gilbert      | Belgique              | BMC Racing                  | 26 pts                |
| modifier              |                       |                       |                             |                       |

### Classement du meilleur grimpeur
| Classement du meilleur grimpeur | Classement du meilleur grimpeur | Classement du meilleur grimpeur | Classement du meilleur grimpeur | Classement du meilleur grimpeur |
| ------------------------------- | ------------------------------- | ------------------------------- | ------------------------------- | ------------------------------- |
|                                 | Coureur                         | Pays                            | Équipe                          | Point(s)                        |
| 1er                             | Pavel Kochetkov                 | Russie                          | Katusha                         | 15 points                       |
| 2e                              | Davide Formolo                  | Italie                          | Cannondale-Garmin               | 14 pts                          |
| 3e                              | Edoardo Zardini                 | Italie                          | Bardiani CSF                    | 14 pts                          |
| 4e                              | Diego Ulissi                    | Italie                          | Lampre-Merida                   | 12 pts                          |
| 5e                              | Esteban Chaves                  | Colombie                        | Orica-GreenEDGE                 | 6 pts                           |
| modifier                        |                                 |                                 |                                 |                                 |

### Classement du meilleur jeune
| Classement du meilleur jeune | Classement du meilleur jeune | Classement du meilleur jeune | Classement du meilleur jeune | Classement du meilleur jeune |
|                              | Coureur                      | Pays                         | Équipe                       | Temps                        |
| ---------------------------- | ---------------------------- | ---------------------------- | ---------------------------- | ---------------------------- |
| 1er                          | Esteban Chaves               | Colombie                     | Orica-GreenEDGE              | en 11 h 54 min 58 s          |
| 2e                           | Fabio Aru                    | Italie                       | Astana                       | + 13 s                       |
| 3e                           | Davide Formolo               | Italie                       | Cannondale-Garmin            | + 21 s                       |
| 4e                           | Tsgabu Grmay                 | Éthiopie                     | Lampre-Merida                | + 10 min 20 s                |
| 5e                           | Francesco Manuel Bongiorno   | Italie                       | Bardiani CSF                 | + 13 min 30 s                |
| modifier                     |                              |                              |                              |                              |

### Classements par équipes

#### Classement au temps
| Classement par équipes au temps | Classement par équipes au temps | Classement par équipes au temps | Classement par équipes au temps |
|                                 | Équipe                          | Pays                            | Temps                           |
| ------------------------------- | ------------------------------- | ------------------------------- | ------------------------------- |
| 1re                             | Astana                          | Kazakhstan                      | en 35 h 6 min 57 s              |
| 2e                              | BMC Racing                      | États-Unis                      | + 12 s                          |
| 3e                              | Sky                             | Royaume-Uni                     | + 14 s                          |
| modifier                        |                                 |                                 |                                 |

#### Classement aux points
| Classement par équipes aux points | Classement par équipes aux points | Classement par équipes aux points | Classement par équipes aux points | Classement par équipes aux points |
|                                   | Équipes                           | Pays                              |                                   | Point(s)                          |
| --------------------------------- | --------------------------------- | --------------------------------- | --------------------------------- | --------------------------------- |
| 1re                               | Orica-GreenEDGE                   | Australie                         |                                   | 169                               |
| 2e                                | BMC Racing                        | États-Unis                        |                                   | 83                                |
| 3e                                | Astana                            | Kazakhstan                        |                                   | 80                                |
| modifier                          |                                   |                                   |                                   |                                   |

## Abandons
- 66 -  Gianni Meersman (Etixx-Quick Step) : abandon
- 189 -  Robert Wagner (Lotto NL-Jumbo) : abandon